# Dívida ativa fiscal
Em Direito tributário, dívida ativa fiscal é a proveniente de crédito tributário regularmente inscrito na repartição competente, após terem se esgotado todos os prazos fixados para o seu pagamento pela lei ou por decisão final prolatada em processo regular.
A certidão da inscrição da dívida fiscal é um dos documentos que o sujeito ativo da obrigação tributária (ou seja, o Estado) tem para fazer prova da dívida ativa fiscal.
Quando o sujeito passivo (contribuinte) quita uma dívida ativa fiscal, ele pode pedir ao órgão competente, por meio de requerimento, uma certidão negativa de débitos fiscais -  que é a prova de quitação dos créditos tributários. O órgão terá prazo de 10 dias para expedir esta certidão.